# Al-Mukalla
Al-Mukallā (in arabo المكلا‎?) è una città dello Yemen, capoluogo del governatorato di Hadramawt, nel sud del Paese, sul golfo di Aden da cui dista circa 480 chilometri. È il porto principale della provincia di al-Shahr oltre che la quarta città dello Yemen.
Storicamente è stato il maggior centro commerciale per i traffici tra l'India e l'Africa. La città è stata la capitale del Sultanato di al-Quʿayṭī.
Per il trasporto aereo è servita dal Riyan Mukalla Airport.